# Xã Silver Creek, Michigan
Xã Silver Creek (tiếng Anh: Silver Creek Township) là một xã thuộc quận Cass, tiểu bang Michigan, Hoa Kỳ. Năm 2010, dân số của xã này là 3.218 người.